# Hanta boy
A Hanta boy (eredeti cím: Liar Liar) 1997-es amerikai filmvígjáték, melyet Tom Shadyac rendezett, valamint Paul Guay és Stephen Mazur írt. A főbb szerepekben Jim Carrey, Justin Cooper, Maura Tierney és Cary Elwes látható. Carrey-t az alakításáért Golden Globe-díjra jelölték legjobb férfi főszereplő – vígjáték kategóriában.
A Hanta boy volt Shadyac és Carrey második együttműködése az Ace Ventura: Állati nyomozó című film után. 2004-ben újabb közös filmet készítettek A minden6ó címmel.

## Rövid történet
Egy munkamániás ügyvédnek életformája a hazudozás. Ám ötéves kisfia születésnapi kívánsága egy napra teljesen őszintévé varázsolja őt, és ez humoros bonyodalmakhoz vezet.

## Cselekmény
|  | Alább a cselekmény részletei következnek! |

Fletcher Reede sikeres kaliforniai ügyvéd, valamint elvált apuka. Imádja Max nevű kisfiával együtt tölteni az idejét, különböző vicces játékokkal szórakoztatni őt, vagy baseballozni vele. Ám Fletcher rossz szokása, hogy elsőbbséget ad a munkájának, mellyel megszegi az ígéreteit, folytonos csalódásokat okoz a kis Maxnek. Fletcher kényszeres hazudozó, hírnevét az egyik legjobb kaliforniai védőügyvédként is ennek köszönheti; illetve mindent megtesz annak érdekében, hogy minél magasabbra jusson a ranglétrán. Végül, amikor Fletcher kihagyja a fia ötödik születésnapi ünnepségét, mert „üzleti érdekekből” épp a főnökével szeretkezik, az elkeseredett Max azt kívánja, hogy az apja egy teljes napig ne tudjon hazudni. A kívánság csodával határos módon teljesül.
Attól a pillanattól kezdve Fletcher megállíthatatlanul őszinte. Bármit is mond, az csakis színtiszta igaz lehet, a gondolatait nyíltan és őszintén kimondja, hazugságot pedig képtelen a szájára venni. A baj csak az, hogy azon a napon egy nagyon fontos válópert képvisel, ahol az alperes érdekében kellene gátlástalanul hazudnia. Ráadásul a főnöke is szívesen bosszút állna rajta rosszul elsült afférjuk után, amihez Fletcher őszinteségrohamát akarja felhasználni. Fletchernek a fülébe jut, hogy volt felesége, Audrey fontolóra veszi, hogy hozzámegy a barátjához, Jerryhez, így Audery és Max is Bostonba költöznének. Mindez elgondolkoztatja Fletchert arról, hogy ezidáig rossz apja volt Maxnek. Elkeseredettségét csak fokozza, amikor rájön, hogy a fia azért kívánta azt, hogy ne tudjon hazudni, mert a hazugságaival folyamatosan megbántja őt. Fletcher elhatározza, hogy helyrehozza a dolgokat a fiával. Az aznapi tárgyaláson nyíltan szembeszegül a feletteseivel, és felmond, ám viselkedése miatt börtönbe zárják, így újabb találkozót késik le Maxszel, aki így az édesanyjával együtt kimegy a reptérre, hogy elmenjenek Bostonba házat nézni az immár biztos költözéshez. Fletcher, amint lehet, kiszabadul, és elindul a reptérre, hogy még időben odaérjen.
Minden erőfeszítése ellenére azonban lekési a Bostonba induló repülő indulását. Ám ekkor őrült ötlete támad, s egy tréner segítségével megakadályozza a gép felszállását, azonban emiatt nyakát töri a kifutón. Miközben beemelik a mentőkocsiba, bocsánatot kér Maxtől, amiért elhanyagolta őt, és elmondja, hogy nagyon szereti, amit a fia el is hisz neki, és megbocsát, lévén, hogy az apukája ma csakis az igazat mondhatja.
Egy évvel később elérkezik Max hatodik születésnapja, amit szolid családi körben ünnepelnek, és úgy tűnik, a kisfiú szülinapi kívánsága ezúttal is teljesül: röviddel azután, hogy elfújja a gyertyákat a tortáján, Fletcher és Audrey szerelmesen megcsókolják egymást.
|  | Itt a vége a cselekmény részletezésének! |

## Szereplők
| Szerep         | Színész        | Magyar hang    |
| -------------- | -------------- | -------------- |
| Fletcher Reede | Jim Carrey     | Kerekes József |
| Audrey Reede   | Maura Tierney  | Orosz Helga    |
| Max Reede      | Justin Cooper  | Szalay Csongor |
| Jerry          | Cary Elwes     | Kautzky Armand |
| Greta          | Anne Haney     | Fodor Zsóka    |
| Miranda        | Amanda Donohoe | Radó Denise    |
| Samantha Cole  | Jennifer Tilly | Tallós Rita    |
| Dana Appleton  | Swoosie Kurtz  | Andai Györgyi  |
| Stevens bíró   | Jason Bernard  | Papp János     |
| Mr. Allan      | Mitchell Ryan  | Áron László    |

## Érdekesség
Mind a film eredeti, mind a magyar címe szójáték. Az eredeti cím, a „Liar, Liar” (=hazug, hazug) hasonlóan hangzik, mint a „Liar Lawyer” (=hazug ügyvéd), míg a magyar címben a „hanta” azt jelenti, hazug.

## Díjak és jelölések
- Golden Globe-díj (1998) – Legjobb férfi főszereplő – zenés film és vígjáték kategória jelölés: Jim Carrey